# Mejni prehod za mednarodni promet Šentilj
Mejni prehod za mednarodni promet Šentilj je bil do 20.12.2007 največji mejni prehod med Republiko Slovenijo in Republiko Avstrijo na severozahodu Slovenije (Slovenske gorice), ki je na smeri Ljubljana-Maribor-Šentilj-Gradec-Dunaj.
Kompleks mejnega prehoda je bil sestavljen iz dveh ločenih prehodov. Na regionalni cesti je mejni prehod imenovan Šentilj (stari), večji pa je bil mejni prehod na avtocesti A1. Tovorna vozila so morala mejo prečkati tako, da so se po posebej zgrajeni cesti (kamionski cesti), ki se je odcepila od regionalne ceste, peljati na posebej zgrajene mejne platoje, kjer se je izvajal nadzor nad prevozom blaga preko državne meje.
Leta 1991, med slovensko osamosvojitveno vojno, je bil mejni prehod prizorišče večjega spopada.
V skladu z vstopom Slovenije v schengensko območje, je bila mejna kontrola 21. decembra 2017 ukinjena, plato za kontrolo tovornega prometa pa opuščen.

## Opis
Mednarodni mejni prehod Šentilj je bil kombinacija prometne ureditve na obstoječem mejnem prehodu na regionalni cesti za promet potnikov in predvsem za potrebe tovornega prometa in kot nov mejni prehod na novi avtocesti, za potrebe potniškega prometa.
Najprej je bila zgrajena 4-pasovna regionalna cesta, rampa za tovorna vozila preko nadvoza do ploščadi I. (carinska kontrola na vstopu), ploščad II. (parkirišča za tovorna vozila na izstopu in izstopne rampe za osebna vozila) ter druge površine za delovanje prehoda v skupni površini 61.555 m² utrjenih površin. Ta faza je bila izvedena v letih 1979 – 1981.
Avtocestni odsek od avstrijske meje do Šentilja v dolžini 1,2 km je bil v gradnji med septembrom 1989 in junijem 1991. Predstavljal je ureditev mednarodnega mejnega prehoda, ki je bil prometu predan septembra 1991. Na 400-metrskem mejnem platoju so objekti mejne kontrole, za službene namene pa je povezan s starim mejnim prehodom Šentilj na regionalni cesti. Zgrajena je bila tudi avtocesta v dolžini 1,2 km.